# Robert Milin
Pour les articles homonymes, voir Milin.
Robert Milin, né le 16 juillet 1951 à Brest, est un artiste français installationniste.

## Biographie
Robert Milin naît le 16 juillet 1951 à Brest. Il suit des études supérieures de droit et de sciences politiques, il développe une œuvre plastique qui le conduit à réaliser, en France et à l'étranger, de nombreux projets.
Pour le collège Lucie Aubrac, il travaille avec la communauté éducative pendant plusieurs mois.
En 2002 il met en œuvre un jardin aux habitants au Palais de Tokyo. En 2004 dans la revue L'Œil il est décrit ainsi : « des carrés bien tenus aux fleurs exubérantes, aux tomates charnues ».
En 2009 il présente son travail lors de la Xe Biennale d'art contemporain de Lyon.
De 1998 à 2003, il est directeur de l’École des Beaux-Arts de Brest et de 2004 à 2018, il est professeur à          l’École Nationale Supérieure des Beaux-Arts de Dijon. 

## Démarche artistique
Ses vidéos, ses photographies et ses créations radiophoniques naissent d’un long temps d’observations, de déambulations et de rencontres fortuites.
Ses œuvres, parfois éphémères, parfois durables, s’inspirent du quotidien des habitants et jouent sur les frontières entre espace privé et espace public, en les mêlant ou en les inversant.
Plutôt qu’un objet figé, Robert Milin met en place des processus artistiques, qui évoluent dans le temps et s’ancrent dans les lieux de vie et les relations humaines.
Sa démarche est profondément participative : il collabore avec des individus ou des groupes, en définissant avec eux une manière de fonctionner ensemble. Cette participation peut prendre des formes très diverses : création et entretien de jardins partagés, portraits vidéo, don de photographies, témoignages de la vie quotidienne, aménagements d’espaces, ou encore gestion collective d’une œuvre.
L’entretien et le soin portés à ce qui est créé en commun font aussi partie intégrante de l’œuvre.   

## Collections
- CNAP
- FRAC Bretagne
- Fonds Départemental d'Art Contemporain de Dordogne[10]
- Fonds Municipal d'art Contemporain de la Ville de Rennes
- Fonds Municipal d'art Contemporain de la Ville d Ivry Sur Seine
- Artothèque d'Hennebont[11]
- Artothèque du Limousin

## Expositions
- 1991 : Escales[1]
- 1993 : Fiumara d'arte (it), Sicile[1]
- 1996 : Forum Saint-Eustache, Paris[1]
- 2009 : Biennale d'art contemporain de Lyon[6]
- 2022 : Palais de Tokyo, Les 20 ans du Jardin aux habitant·es[12].

## Œuvres
1991 : Saint-Carré (dans le hameau de Saint-Carré) 
1993 : l'Atelier de l'Officine (Ivry-sur-Seine)
1998 : Cleunay : ses gens 
2002 : Jardin aux Habitants (Palais de Tokyo) 
2003 : Attention, Chien léchant ! (Grisolles)
2005 : Veni, Veni, Veni (vidéo)
2006/2007 : Solutions pratiques, solutions non pratiques  (vidéos et aquarelles) 
2008 : Portraits de contrôleurs SNCF (vidéo)
2009 : Mon prénom signifie Septembre  (Biennale d'art contemporain de Lyon) 
2010 : Une alouette de Pologne
2013 : Parler aux bêtes (œuvre radiophonique)
2014 : Une soupe en automne (vidéo) 
2016/2018 : Des reflets émeraudes 
2017 : J’étais jeune, j’avais quatorze ans, j’étais berger
2018 : Jafer (œuvre radiophonique)
2019 : Il y avait un gardien dans l'immeuble on l'appelait Panda
2021 : Un portail à Laveissière, rencontre avec Odette dans le Cantal (œuvre radiophonique) 
2023 : Les jardins de l'engrenage (œuvre radiophonique) 
2021/2025 : Naissance d’un quartier (Ahuy)
2024/2025 : Les Mandalas de Gagarine 